# Plesiomma haemorrhoum
Plesiomma haemorrhoum là một loài ruồi trong họ Asilidae. Plesiomma haemorrhoum được Fabricius miêu tả năm 1805. Loài này phân bố ở vùng Tân nhiệt đới.